# فايزة كمال
فايزة كمال (31 ديسمبر 1960 - 26 مايو 2014)، ممثلة مصرية.

## حياتها
ولدت في الكويت لأبوين مصريين يعملان في الكويت، وعاشت هناك أكثر من عشرين عامًا حيث أنهت دراستها الابتدائيّة والمتوسطة والثانوية في مدارسها كما أنها التحقت بالمعهد العالي للفنون المسرحية وقدّمت بالفعل في قسمي الديكور كرغبة أولى والتمثيل كرغبة ثانية، ونجحت في القسمين، وأصرَّ والداها على أن تلتحق بقسم الديكور فلا يمكن أن يسمحا لابنتهما بدراسة التمثيل، حتى استطاع أستاذها الفنان سعد أردش إقناعهما، لتتلمذ على يده.
بدأت مشوارها الفني وهي في السنة الأولى بالمعهد فشاركت في مسلسل تاريخي حمل اسم العدل والتفاح أمام مديحة كامل وعبد الله غيث، ثم توالت أعمالها الفنية والأدوار التي يعرضها عليها المخرجين فقدمت مع المخرج سامي محمد علي بمسلسل وتاه الطريق وظهرت في فيلم الطائرة المفقودة، إلى أن قررت العودة إلى مصر لتبدأ مشوارها الفني في الثمانينات لثلاثين عامًَا متواصلة حتى مرضها ووفاتها في عام 2014.

### حياتها الأسرية
تزوّجت من المسرحي «مراد منير»، وأنجبت ابنان هما يوسف وليلى.

## وفاتها
تعرضت لأزمة صحية ونقلت على أثرها إلى غرفة العناية المركزة بمستشفى القصر العيني، حيث تبين بعد خضوعها لعدد من الفحوصات والأشعة إصابتها بسرطان الرحم وليس سرطان الكبد كما يشاع وهناك توفيت في 26 مايو 2014.

## أعمالها الفنية

### من المسلسلات
| - الإمام الغزالي 2012: فاطمة - أم الصابرين 2012: هدى شعراوي - ملكة في المنفى 2010: سميرة زوجة أحمد حسنين باشا - حكايات البنات 2009 - عرائس بوشكا 2009 (جاري إنتاجه) - عرائس موكشا 2009 - الإمام الشافعي 2007: زوجة الشافعي - دنيا 2007: محاسن - نافذة على العالم 2007 - أحلام في البوابة 2005 - أولاد الأكابر 2003:غالية - ما يبقى غير الحب 1997: سعاد شاكر | - نسر الشرق 1997، 2000 ج1، 2 - أبو حنيفة النعمان 1997 - كلام رجالة 1995 - الإمام ابن حزم 1995 - عصر الأئمة 1994 السيدة نفيسة - المال والبنون 1993 ج1: فريال فراويلة - بيوت في المدينة 1992 - حافة الهاوية 1992 - رأفت الهجان 1991,1990 ج1،2: يهوديت موردخاي - كنوز لا تضيع 1990 - ليلة هروب 1989:نجوى - حبيبي الذي لا أعرفه 1989 | - محاكمة الجيل 1989 - إفرض مسرحية 1988: آمال - الزوجة أول من يعلم 1987 - الزنكلوني 1987 - وكسبنا القضية 1986 - حادي بادي 1986 - سبعه وجوة للحقيقة 1986 - فوازير وحلقات ألف ليلة وليلة 1985 أسطورة (عروس البحر): دلال - أميرة الجزيرة - لا إله إلّا الله 1985 ج1 - زهور وأشواك 1983 - الباقي من الزمن ساعة 1982 - حياتنا 1980 | - محمد رسول الله إلى العالم 1979 - طريق النور - الإمام الترمذي - الحب والطوفان - بيت الجمالية - حكم الزمن مسلسل - دع كل شئ لشلبي مسلسل - الإمام مسلم مسلسل - سيف اليقين مسلسل - الطاحونة مسلسل ج2 - القرار مسلسل - الطير المسافر مسلسل - البحث عن سراب (ابلة صفاء ) |

### أفلام
| - جدعان الحلمية فيلم 1994 فاطمة بنت المعلمة توحه - وزير في الجبس فيلم 1993: نجلاء - نوع آخر من الجنون فيلم 1992: ميرفت ـ مفيده - لحظة خطر فيلم 1991 - قسمة ونصيب فيلم 1990: فردوس | - الطقم المدهب فيلم 1990:مها - أحلام مشروعة فيلم 1990 - ضحية حب فيلم 1988 - آسف للإزعاج فيلم 1988 - قبل الوصول لسن الانتحار فيلم 1988 - بنات حارتنا فيلم 1987 | - مدام شلاطة فيلم 1986: عزّة - من فضلك واحسانك فيلم 1986 - كل شيء قبل أن ينتهي العمر فيلم 1986 - تحت السطح الهادي فيلم 1985: سامية - سترك يارب فيلم 1985نيفين - آباء وأبناء فيلم 1985 | - الطائرة المفقودة فيلم 1984 - نقولك ولا تزعلش فيلم - منتهى العطف فيلم - الحب في غرفة الإنعاش فيلم 1985: ميرفت |

### مسرحيات
على خشبة المسرح قدمت:
| - سي علي وتابعه قفة مسرحية 2008 - الملك هو الملك مسرحية 2006 - لولي مسرحية 1996: لولي | - الدخان مسرحية: رضا - الرحمة المهداة مسرحية |

### أخرى
| - الماسات الخضراء: سهرة تلفزيونية 1994 - نجم العائلة: سهرة تلفزيونية - كبرياء وعاطفة: سهرة تلفزيونية - كده لا كده آه: سهرة تلفزيونية - بين الفقه والجمال والسياسة: سهرة تلفزيونية - الجعران: سهرة تلفزيونية | - سارق أفكاري: سهرة تلفزيونية - الخاتم: سهرة تلفزيونية - ثم تأتي الحقيقة محزنة: سهرة تلفزيونية - الأيام الخضراء: سهرة تلفزيونية - وتقبلي حبي واعتذاري: سهرة تلفزيونية - جمعية الرفق بالإنسان: سهرة تلفزيونية | - الحب في ليلة حب: سهرة تلفزيونية - محاكمة في الزمن الضائع: سهرة تلفزيونية - قلب القمر :رسوم متحركة 2005 - أحلام صغيرة: تمثيلية 1900 - قلب في مأزق: تمثيلية |

## روابط خارجية
- فايزة كمال على موقع الدهليز
- فايزة كمال على موقع قاعدة بيانات الأفلام العربية
- فايزة كمال على موقع ديسكوغز (الإنجليزية)